# バスカペ
バスカペ（伊: Bascapè）は、イタリア共和国ロンバルディア州パヴィーア県にある、人口約1,800人の基礎自治体（コムーネ）。

## 地理

### 位置・広がり

#### 隣接コムーネ
隣接するコムーネは以下の通り。括弧内のMIはミラノ県、LOはローディ県所属を示す。
- カルピアーノ (MI)
- カザレット・ロディジャーノ (LO)
- カゼッレ・ルラーニ (LO)
- チェッロ・アル・ランブロ (MI)
- ランドリアーノ
- トッレヴェッキア・ピーア
- ヴァレーラ・フラッタ (LO)

### 気候分類・地震分類
気候分類では、zona E, 2557 GGに分類される。
また、イタリアの地震リスク階級 (it) では、zona 3 (sismicità bassa) に分類される
。

## 行政

### 分離集落
バスカペには、以下の分離集落（フラツィオーネ）がある。
- Mangialupo, San Zeno e Foppa, Trognano, Villarzino